# Joely Collins
Joely Collins (8 de agosto de 1972) es una actriz y productora canadiense. Es hija adoptiva del músico Phil Collins. Su primer trabajo como actriz lo desempeñó en la serie televisiva Madison. En 2009 cofundó la productora StoryLab Productions, que se encargó de producir la galardonada película Becoming Redwood.

## Filmografía
| Año  | Título                 | Papel              | Notas          |
| ---- | ---------------------- | ------------------ | -------------- |
| 1995 | Hideaway               | Linda              |                |
| 1995 | Deadly Sins            | Polly              |                |
| 1998 | Urban Safari           | Novia              |                |
| 1999 | Summer Love            | Invitada           |                |
| 2003 | Defining Edward        | Anna               |                |
| 2004 | The Final Cut          | Legz               |                |
| 2004 | Clown's Gift           | Julie              | Película corta |
| 2004 | Ill Fated              | Beth               |                |
| 2006 | Almost Heaven          | Taya               |                |
| 2007 | Joannie Learns to Cook | Joannie            | Película corta |
| 2009 | Kick Me Down           | Peaches            |                |
| 2011 | What Could Have Been   | Catherine          |                |
| 2012 | Becoming Redwood       | Trabajadora social |                |